# 한민수 (1969년)
한민수(韓玟洙, 1969년 1월 15일~)는 대한민국의 기자 출신 정치인이다. 제22대 국회의원이다.
20대 대선을 앞두고 이재명 캠프의 공보수석을 지냈다. 2022년 9월, 더불어민주당의 원외 대변인으로 선임되었다.
제22대 국회의원 선거를 앞두고 더불어민주당에서 정봉주의원이 낙천되고 조수진 후보가 후보직에서 사퇴한 강북구 을 선거구에 전략공천되었다. 본 선거에서 52.94%의 득표율을 기록하면서 제22대 국회의원으로 당선되었다.

## 학력
- 이리북국민학교 졸업
- 원광중학교 졸업
- 남성고등학교 졸업
- 서강대학교 사회과학대학 신문방송학 학사

## 경력
- 국민일보 정치부장
- 국민일보 산업부장
- 국민일보 외교안보국제부장
- 국민일보 문화체육부장
- 국민일보 논설위원
- 2019년~2020년: 국회 대변인
- 2020년~2021년: 국회사무처 박병석 국회의장 비서실 공보수석비서관
- 2021년: 국회사무처 박병석 국회의장 비서실 정무수석비서관
- 2021년 7월~2021년 10월: 더불어민주당 제20대 대통령 선거 후보경선 이재명 열린캠프 공보수석비서관
- 2022년 1월~2022년 3월: 제20대 대통령 선거 더불어민주당 이재명 대통령 후보 대한민국대전환선거대책위원회 공보단 부단장
- 2022년 9월~2025년 8월: 더불어민주당 대변인
- 2023년 2월~: 더불어민주당 검찰독재정치탄압대책위원회 운영위원
- 2023년 5월~: 더불어민주당 중앙위원회 운영위원
- 2024년 4월 10일 대한민국 제22대 국회의원 선거 당선(서울 강북구 을, 더불어민주당, 초선)
- 2024년 5월~: 더불어민주당 서울특별시당 강북구 을 지역위원회 위원장
- 2024년 10월~: 더불어민주당 서울특별시당 예산결산위원장
- 2025년 8월~: 더불어민주당 정청래 당대표 비서실장
- 2025년 8월~: 더불어민주당 언론개혁특별위원회 위원

### 의정 활동
- 2024년 5월 30일~: 제22대 국회의원(서울 강북구 을, 더불어민주당, 초선)
  - 2024년 6월~: 제22대 국회 전반기 과학기술정보방송통신위원회 위원
  - 2024년 6월~2025년 6월: 제22대 국회 전반기 예산결산특별위원회 위원

## 역대 선거 결과
| 실시년도 | 선거   | 대수 | 직책     | 선거구         | 정당         | 득표수   | 득표율          | 순위 | 당락 | 비고 |
| -------- | ------ | ---- | -------- | -------------- | ------------ | -------- | --------------- | ---- | ---- | ---- |
| 2024년   | 총선   | 22대 | 국회의원 | 서울 강북구 을 | 더불어민주당 | 44,623표 | \| \| 52.94% \| | 1위  |      | 초선 |
|          | 52.94% |      |          |                |              |          |                 |      |      |      |

## 소속 정당
| 소속 정당 | 소속 정당    | 소속 기간 | 비고      |
| --------- | ------------ | --------- | --------- |
|           | 더불어민주당 | 2017~현재 | 정계 입문 |

## 같이 보기
- 강북구 을
- 서울 강북구의 국회의원